# Sisenand
Sisenand je bio vizigotski kralj u Hispaniji. Vladao je između 631. i 636. godine. Bio je grof Septimanije. Sudjelovao je u svrgavanju prethodnog kralja, Svintile tako što je osvojio provinciju Tarraconense uz pomoć Dagoberta od Neustrije.
Svintila je svojim promjenama, koje su išle na ruku narodu ali ne i plemstvu, navukao mržnju i netrpeljivost plemstva. Međutim, plemstvo je smatralo da nije bilo moguće da oni sami zbace Svintilu, pa su 630. godine poslali Sisenanda, vojvodu od Septimanije, na dvor kralja Neustrije - Dagoberta, da traži vojsku koja bi im pomogla u njihovim prevratničkim namjerama. Zauzvrat, Dagobertu je bila ponuđen zlatni pladanj (koji je poklonio rimski vojskovođa Aecije kralju Turismundu 451. godine) i 200.000 dukata.
U ožujku 631. godine vojska se okupila u Tolozi. Nešto kasnije bez borbe je osvojena Zaragoza. Septimanija se pobunila, a neodlučni plemići su se priklonili pobunjenicima u borbi protiv kraljeve vojske. Čak se i kraljev brat, Geila, pobunio. Brzina širenja ustanka je primorala Svintilu abdicirati i pobjeći. Pobunjenici su se uputili ka glavnom gradu, Toledu, gdje je Sisenand proglašen za kralja 26. ožujka 631. Svintila je bio uhvaćen i utamničen pune dvije godine, da bi potom bio protjeran zajedno sa ženom i djecom. Umro je prirodnom smrću, 634. godine.
Sisenand je morao potom ugušiti brojne ustanke pristalica prethodnog kralja, naročito u provinciji Betica. Geila je bio jedan od vođa i imao je pomoć klera, što je izazvalo građanski rat. Sisenand je uspio kontrolirati situaciju opet zahvaljujući kralju Dagobertu koji mu je pomogao pobijediti ustanike.

## Četvrti sabor u Toledu
Sisenand je sazvao četvrti sabor u Toledu kojim je predsjedavao Izidor Seviljski i na kojem su se formulirali svjetovni i crkveni zakoni. Cilj ovih zakona je bio davanje veće moći kralju i stabilnost gotskoj naciji. Na ovom saboru je također potvrđen izbor Sisenanda za kralja, a Svintila je proglašen tiraninom zbog zločina i bogaćenja na račun siromašnih. Svi svećenici bili su oslobođeni od poreza, a donesene su smrtne kazne onima koji se ne zakunu na odanost kralju ili se pobune protiv njega. Geila je protjeran, a njegovo imanje konfiscirano. Sisenand je obećao da će biti umjeren, dobronamjeran, pravednan i pobožna vladar. Što se tiče nasljedne monarhije, nije učinjen nikakav ustupak. Određeno je da i dalje plemići i biskupi biraju kraljeve.
Sisenand je umro u Toledu, 636. godine nakon pet godina vladavine. Na vizigotskom prijestolju naslijedio ga je Hintila.